# Inondations de 2010 au Bénin
Les inondations au Bénin en 2010 commencent dès le début du mois d’octobre 2010.  Elles ont fait au moins 43 morts et près de 100 000 sans-abris, 800 cas de choléra, plusieurs personnes victimes du paludisme et des milliers d’hectares de terres détruits lors de ces inondations qui touchent l'ensemble du pays. 
Par ailleurs, ces pluies de 2010 ont provoqué des inondations aux conséquences dévastatrices dans la sous région; dont le Bénin connaît la plus désastreuse de son histoire et touchent 55 communes sur les 77. Elle a fait 46 victimes et affecté plus de 680 000 personnes, dont environ 60 000 enfants répartis dans plusieurs communes du pays.

## Évolutions des risques d'inondations et météorologie

### Risques d'inondations
De grandes zones du Sud Bénin sont inondables. Les saisons des pluies tendent à augmenter le risque d'inondation dans les agglomérations, notamment lorsque la pression démographique s'ajoute à la faible planification urbaine.  
Les inondations sont aggravées par les crues du Niger, de l'Ouémé et de leurs affluents. Sur l'ensemble des inondations importantes frappant l'Afrique de l'Ouest, le Bénin est le pays le plus touché. 
La presse révèle une augmentation récente du phénomène. Les quartiers informels et récents sont davantage touchés et enregistrent de nombreux dégâts. 

### Géographie et risques climatiques
Le phénomène s'explique par la combinaison de facteurs naturels (pluviométrie, porosité du sol et topographie horizontale de la ville) et de facteurs humains (habitat sauvage, recul des mangroves, absence d'épuration des canalisations et des courants d'eau, déchets plastiques). Il manque des outils d'évaluation de sites avant urbanisation et de gestion de crues en saisons de pluies. 2010 enregistre le plus grand nombre de victimes. 

## Inondations

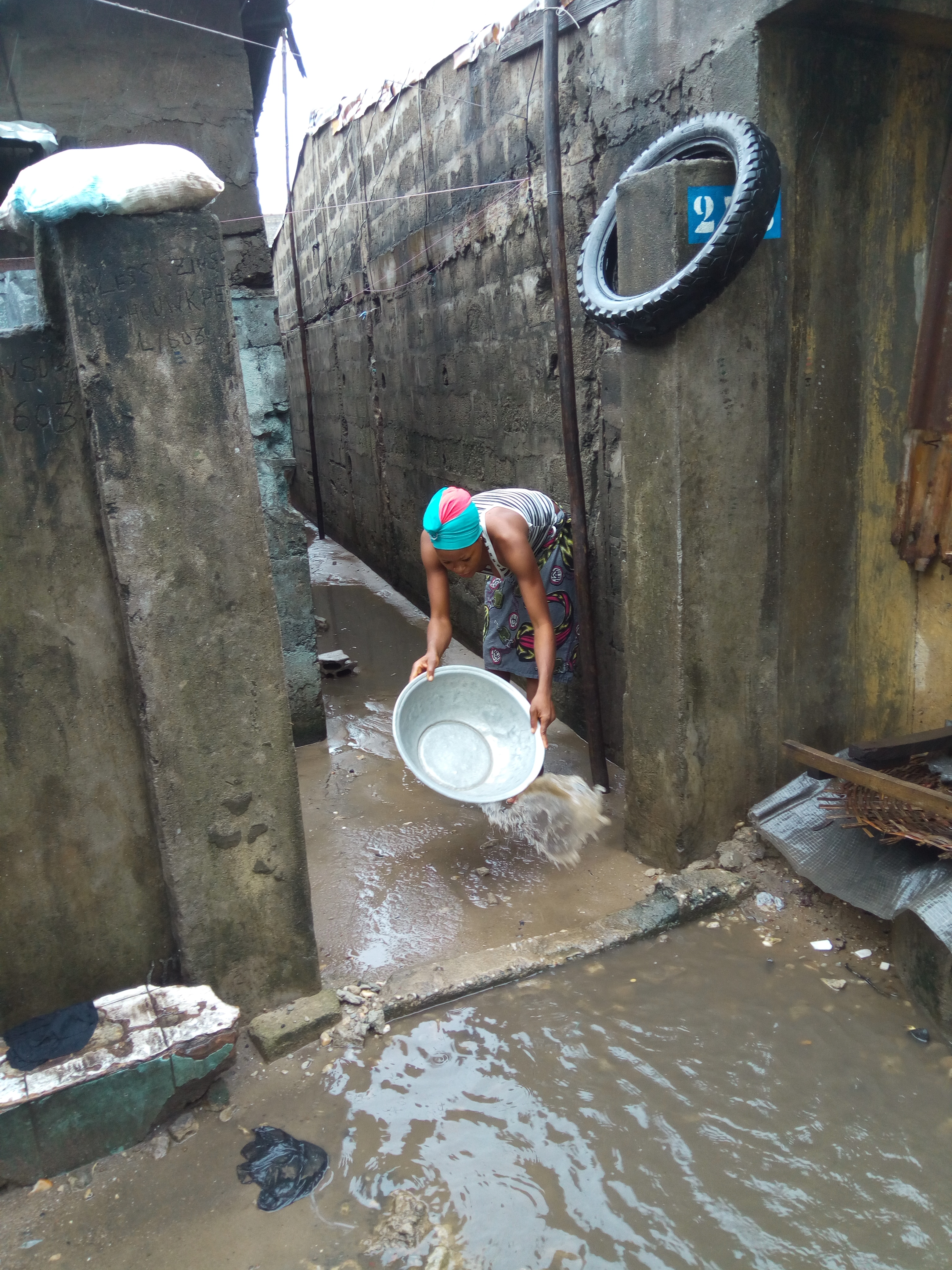
Inondation à Cotonou; un phénomène récurrent (Photo de 2017)

### Déroulement
De nombreuses habitations isolées sont sauvées en pirogue. Des zones réputées non inondables comme Kopto, Zangnanado au centre du pays sont inondées. 

### Bilans et impacts
Plus de la moitié des communes sont touchées par les inondations causées par une pluviométrie 2 fois plus élevée que d'habitude en saison des pluies. Les sinistrés sont quelques fois sous plus de 2 mètres d'eau.
680 000 personnes  sont affectées dont 200 000 ayants besoin d'abris,.
Le bilan de l'ONU est de 43 morts 358 621 personnes touchées au Bénin et 1,5 million de sinistrés dans la région (Nigeria, Guinée,  Mali, Tchad et Togo),. Le HCR répertorie 680 000 victimes en début octobre. L'organisme met en place un pont aérien pour distribuer de l'aide et mettre 3000 tentes en place et des moustiquaires. 
Les latrines inondées, contaminent les eaux de bain et de consommation et causent des épidémies. Plus de 800 cas de choléra sont répertoriés, dont 51 à Cotonou. 
La pauvreté du pays dans une économie informelle renforce la problématique de l'accès aux soins.  La difficulté à s'offrir les soins, payants, entraîne des comportements à risque avec l'automédicamentation pour soigner les diarrhées et fièvres.

## Conséquences, réactions et évolutions

### Organismes internationaux
L'OCHA alloue des fonds pour fournir de l'eau, des vivres, des articles divers et assainir.  
CARE distribue des pastilles de purification de l'eau, de savon, des moustiquaires imbibées pour 10 000 personnes et fait appel à des fonds pour assister 100 000 personnes.
L'IDA finance des travaux de construction.

### Réactions publiques et évolutions
Le gouvernement lance des projets d'infrastructures pour limiter l'impact des crues. Un plan ORSEC existe depuis 1987, mais il n'a jamais été mis en route. Cependant, il n'existe aucun plan de prévention spécifique aux inondations ou de plan de prévention plus globaux. Aucun gabion n'est construit pour mitiger l'impact des crues et améliorer la résilience, à l’image du village Port-à-Piment en Haïti. La disparition des mangroves, comme à Douala, augmentent les risques de sévérité des crues et de dommages liés aux inondations. 

## Historique des inondations
Les crues de 1963, la pire inondation précédemment enregistrée, avait causé moins de dégâts.   
Les inondations dues aux pluies de 2010 ont touché 55 communes sur les 77 répartis dans plusieurs communes du pays, affectant les  communes  de  Dogbo,  Lalo  et Lokossa au  Sud  Bénin.  
En 2019, le Bénin connait de nouvelles inondations de grandes ampleurs.